# خرس انتقائي
الخرس الانتقائي أو التباكم أو الصمت الانتقائي هو اضطراب قلق وبسببه يكون الشخص الذي عادة قادر على التحدث لا يتحدث في مواقف محددة أو لأناس محددين. يرافق هذا الاضطراب عادة خجل أو رهاب اجتماعي. يبقى من يعاني من هذا المرض صامتاً حتى لو ترتب على صمته العار أو النبذ الاجتماعي أو حتى عقوبات.
يختص الخرس الانتقائي بحكم تعريفه بما يلي:
•الفشل المستمر في التحدث في مواقف اجتماعية محددة (والذي يتوقع التحدث فيها مثل المدرسة) بالرغم من القدرة على التحدث في مواقف أخرى.
•يعيق هذا الاضطراب الإنجاز التعليمي أو المهني أو التواصل الاجتماعي.
•المدة الزمنية لهذا الاضطراب هو شهر واحد على الأقل (لا تقتصر على الشهر الأول من المدرسة).
•الفشل في التحدث ليس بسبب انعدام في معرفة اللغة المحكية المطلوبة في الموقف الاجتماعي.
•هذا الاضطراب لا يعتبر اضطرابا في التواصل (مثل التأتأة ) ولا ينحصر حدوثه خلال مسار اضطراب النمو المتفشي مثل الانفصام في الشخصية أو أي اضطراب ذهاني آخر.
يرتبط الخرس الاختياري بشدة مع اضطرابات القلق وتحديداً مع اضطراب القلق الاجتماعي. يعاني في الواقع غالبية الأطفال المشخصين بالخرس انتقائي من اضطراب القلق الاجتماعي (100% من المشاركين في دراستين و97% منهم في دراسة أخرى). لذلك، يتوقع بعض الباحثين أن الخرس انتقائي من الممكن أن يكون إستراتيجية تهرب يستخدمها بعض الأطفال المصابين باضطراب القلق الاجتماعي للحد من محنته في المواقف الاجتماعية.
يمكن أن يحصل التباس أحيانا بين الخرس انتقائي واضطراب طيف التوحد ، خصوصاً مع الأطفال الصغار، خاصة إذا كان الطفل يبدو عليه الانطواء خلال وجوده عند خبير التشخيص وهذا قد يؤدي إلى معالجة خاطئة. بالرغم من أن المصابين بالتوحد من الممكن أن يكونوا أيضاً صامتين، إلا أن هنالك سلوكيات تميزهم عن الأطفال المصابين بالخرس انتقائي مثل الضرب باليد وسلوكيات متكررة والانعزال الاجتماعي حتى بين أفراد العائلة (مثل عدم الاستجابة دائما للنداء بالاسم)-. بعض المصابين بالتوحد قد يكونوا صامتين اختيارياً بسبب قلقهم في مواقف اجتماعية لا يفهمونها بشكل كامل. إذا كان الخرس سببه الرئيسي اضطراب طيف التوحد، فلا يمكن تشخيصه كخرس انتقائي.
الخرس انتقائي يمكن أن يرافقه اضطراب نقص الانتباه أو يتسبب بظهور الطفل وكأنه مصاب به. يظهر الكثير من الناس الذين يعانون من اضطراب نقص الانتباه بشكل مفرط القليل من الاهتمام أو عدمه بالاخرين. المصابين بهذا الاضطراب يظهرون وكأنهم «فضائيين» أو «في عالمهم الخاص بهم»، وممكن أن يكون لديهم استجابة متأخرة للمحفزات الاجتماعية. كما أن الأطفال المصابين بالخرس انتقائي، خصوصاً عندما يعانون من قلق اجتماعي حاد، يمكن أن يكشفوا عن هذه السلوكيات أيضاً ، بالإضافة إلى أنهم شديدي الحساسية وممكن أن يتشتتوا خلال مهمة يعملونها بأيديهم بسبب مدخلات حسية أو قلقهم.

## الوصف
لدى الأطفال والراشدين المصابين بالخرس الاجتماعي القدرة الكاملة على التحدث وفهم اللغة ولكن قد يفشلون في التحدث في حالات معينة مع أن التحدث متوقع منهم. قد يدرك الأخرين التصرف على أنه خجل أو وقاحة. قد يكون الطفل المصاب بالخرس الاجتماعي صامتاً لأعوام في المدرسة ولكن قد يتحدث بحرية كبيرة أو حتى بإفراط في المنزل. هناك اختلاف تدريجي بين الأشخاص المصابين بهذا الاضطراب: بعض الأشخاص يشارك كلياً في الأنشطة ويظهر أنه اجتماعي ولكن لا يتحدث إليهم، والبعض يتحدث لزملائه فقط ولكن لا يتحدث للبالغين، والبعض يتحدث للبالغين عندما يسألون سؤالاَ يتطلب جوابأ قصيراً ولكن لا يتحدثون أبداً للزملاء والبعض الآخر لا يتحدث لأحد ويشارك قليلاً في الأنشطة التي تقدم لهم.هناك خرس أكثر حدة يعرف «بالخرس المتقدم» حيث يتطور هذا الاضطراب ويصبح الشخص غير قادر على التحدث لأي شخص وفي أي حالة حتى مع أفراد العائلة المقربين.

## أعراض أخرى
- الخجل والقلق الاجتماعي والخوف من الحرج الاجتماعي والانعزال الاجتماعي والانسحاب.
- الصعوبة في المحافظة على التواصل البصري.
- عدم القدرة على التعبير وعدم الابتسام.
- الحركات المحرجة والجامدة.
- الصعوبة في التعبير عن المشاعر حتى لأفراد العائلة.
- الميل للقلق بكثرة مقارنة بالأشخاص الآخرين ممن هم في نفس العمر.
- حب الروتين وكره التغيير.
- التحسس من الأماكن الصاخبة والمزدحمة.

ومن الجانب الإيجابي، فإن الأشخاص المصابين بهذا الاضطراب لديهم:
- مستوى ذكاء أعلى من المتوسط ويحبون البحث ولديهم القدرة على الفهم.
- الإبداع وحب الفنون والموسيقى.
- التعاطف والإحساس بمشاعر وأفكار الآخرين.
- الإحساس القوي لمعرفة الصواب والخطأ.

## المسببات
الخرس انتقائي هو مصطلح شامل لحالة يكون فيها الأطفال مكتملي النموغير قادرين على التحدث أو التواصل تحت ظروف معينة. قد تختلف المسببات الرئيسة التي تؤثر على كل طفل وهي لازالت مجهولة. كانت هنالك محاولات للتصنيف ولكن لا توجد إجابات قاطعة حتى الآن بسبب قلة التشخيص وقلة العينات. كثير من الناس لا يتم تشخيصهم حتى الطفولة المتأخرة وذلك لأنهم لا يتحدثون في المدرسة ونتيجة لذلك يفشلون في انجاز المهمات التي تتطلب التحدث في أماكن عامة. يجعل خرسهم الغير إرادي هذه الحالة أصعب لفهمها واختبارها ولأن الطفل يتصرف بشكل طبيعي في المنزل، هذا يجعل أولياء الأمور غالبا غير مدركين لحالة الطفل. في بعض الأحيان، المعلمون وأطباء الأطفال أيضا يخطئون بتشخيص الحالة على أنها خجل شديد أو رهبة المسرح المعروفة.
يحدث الخرس انتقائي في جميع المجموعات العرقية والإثنية. غالبية الحالات التي تم الإبلاغ عنها أطفال من العرق الأبيض أو ما بين عرقين. ولكن، قد يكون هذا بسبب ضعف في التشخيص أو الإبلاغ عن حالات من مجموعات عرقية أخرى.
أغلب الأطفال الذي يعانون من هذا الاضطراب يفترض أن لديهم استعداداً وراثياً للقلق. غالبا ما يكون لديهم أطباع موروثة والتي يفترض أنها نتيجة للإفراط في استثارة منطقة من الدماغ تسمى اللوزة. تستقبل هذه المنطقة إشارات لخطر محتمل وتطلق استجابة القتال أو الطيران. نظرا للتداخل العالي جدا بين اضطراب القلق الاجتماعي والخرس انتقائي (بنسبة 100% في بعض الدراسات)، فإنه من المحتمل أن اضطراب القلق الاجتماعي يسبب خرساً اختيارياً.
20-30% تقريبا من الأطفال المصابين لديهم اضطرابات في التحدث أو اللغة وهذا يزيد من التوتر في الحالات التي يكون الطفل متوقع منه أن يتحدث.
يتوقع آخرون أنه في نهاية المطاف الطفل المصاب لن يتحدث ولذلك يتوقفوا عن المحاولة في البدء باتصال لفظي.
من ناحية أخرى، من الممكن أن يضغطوا على الطفل لكي يتحدث مما قد يزيد مستوى القلق عنده في الحالات المتوقع فيها التحدث. نظراً لهذه المشاكل، ففكرة تغيير البيئة المحيطة بالطفل قد تؤخذ بعين الاعتبار ولكن، تغيير المدرسة قد يؤخذ بعين الاعتبار فقط إذا كانت البيئة البديلة تقدم دعم عالي، وإلا تغيير بيئة بأكلمها قد تكون صدمة اجتماعية أيضاً للمصاب وتؤدي لحرمانه من أي اصدقاء أو دعم متوفر لديه. بغض النظر عن المسببات، زيادة الوعي وضمان بيئة استيعابية وداعمة هي الخطوة الأولى باتجاه العلاج الفعال. أغلب الأطفال المصابين لا يضطرون إلى تغيير مدارسهم أو صفوفهم ولا يجدون صعوبة في مواكبة ما حولهم ما عدا في المواجهة الاجتماعية والتواصل. يزداد صعوبة العلاج في سن المراهقة أو الرشد لأن المصاب قد يكون بدأ الاعتياد على الصمت.
يعتمد العلاج الدقيق على عمر الفرد، أي أمراض نفسية مرضية، وعدد من عوامل أخرى. على سبيل المثال: يستخدم تلاشي المحفز غالباً للأطفال الصغار لأن الكبار منهم والمراهقين يميزون هذه الحالة على أنها محاولة لجعلهم يتحدثون، والكبار المصابين بهذا الاضطراب والمصابين بالاكتئاب غالبا ما يحتاجون إلى العلاج بالأدوية.
مثل غيرها من الإعاقات فإن الطفل المصاب يحتاج إلى أماكن كافية ملائمة لحالته حتى ينجح في المدرسة وفي المنزل. فبموجب القانون الاتحادي الأمريكي (قانون تعليم الأفراد ذوي الإعاقة) فإن الأطفال المصابين بهذا الاضطراب يتأهلون للخدمات استناداً إلى حقيقة أنهم يعانون من خلل يعيق قدرتهم على التحدث، مما يؤدي إلى اعاقة تعليمهم. وعادة ما يتم توثيق هذه المساعدة على شكل خطة تعليمية فردية. تتوفر أيضا أماكن فوق ثانوية للأشخاص ذوي الإعاقة.
بموجب قانون آخر، القسم 504 من قانون إعادة التأهيل لعام 1973، يجب على مدارس التعليم الحكومية توفير تعليم حكومي مجاني لكل «شخص معاق مؤهل» مقيم ضمن نطاقهم. إذا وجد أن الطفل لديه إعاقات تحد بشكل كبير نشاطاً رئيسياً لحياته (في هذه الحالة التعلم)، يجب على وكالة التعليم أن تقرر ما هي الخدمات أو المساعدات المطلوبة لتوفير استفادة متساوية من البيئة التعليمية.

## العلاج
خلافاً للاعتقاد الشائع فإن الأشخاص المصابين بهذا الاضطراب لا يتحسنون بالضرورة مع التقدم في العمر. يعتبر العلاج الفعال مهما للطفل حتى يتطور بشكل صحيح، فعدم معالجة هذا الاضطراب يمكن أن تؤدي إلى اكتئاب مزمن وقلق متزايد ومشاكل اجتماعية وعاطفية.
وبناءً على ذلك فإن معالجة هذا الاضطراب في سن مبكرة يعتبر مهماً جداً، وإذا لم تتم معالجته فإن هذا الاضطراب قد يميل إلى أن يكون ذاتي التعزيز.
النمذجة الذاتية
يُجلب الطفل المصاب إلى داخل الصف أو البيئة التي لن يتحدث فيها الطفل ويتم تصويره. أولاًـ أحد الوالدين أو شخص يرتاح الطفل في التحدث معه، يستبدل الملقن ويسأل الطفل نفس الأسئلة، ولكن هذه المرة يحاول الحصول على استجابة لفظية. يتم تحرير أشرطة الفيديو للإثنين معاً ليظهر الطفل وهو يجاوب على الأسئلة التي طرحها المعلم أو بالغ آخر. يشاهد الطفل اليفديو على مر عدة أسابيع، وكل مرة يرى الطفل نفسه يستجيب لفظياً على المعلم أو البالغ، يوقف الشريط ويُعطى الطفل تعزيز إيجابي على هذا التصرف.
أشرطة الفديو هذه يمكن أن تُعرض على زملاء الطفل المصاب حتى لوضع توقعات لدى أقرانهم أنهم يستطيعون التحدث. وبهذه الطريقة، يتعلم الزملاء سماع صوت الطفل، وإن كان ذلك من خلال التحرير، ويكون لديهم الفرصة ليشاهدوا الطفل يجري محادثة مع المعلم.
المحفزات الغامضة
التحفيز الغامض غالباً ما يقترن مع النمذجة الذاتية. يوضع ظرف في صف الطفل في مكان ظاهر ويُكتب اسم الطفل عليه مع علامة استفهام. بداخل الظرف يوجد غرض يتيقن والدي الطفل أنه يتمنى الحصول عليه. يُقال لهذا الطفل أنه إذا طلب الحصول على الظرف بصوت عالي بشكل كافي ليسمعه معلمه وزملائه، سوف يحصل على هذا المحفز الغامض.
التحفيز المتدرج
يمكننا أحضار المصابين داخل بيئة متحكم فيها مع شخص يتواصلون معه بسهولة. وتدريجياً يتم إدخل شخص آخر إلى داخل الموقف. مثال على هذا هو تقنية الانزلاق، والذي فيه يتم إدخال شخص جديد تدريجياً إلى داخل المحادثة الجماعية. هذا يمكن أن يأخذ وقتاً طويلاً لأول شخص أو شخصين يتم إدخالهم ولكن قد تصبح أسرع بينما المريض يبدأ أن يشعر بالارتياح مع هذه التقنية.
مثال على هذا، ممكن أن يكون الطفل يلعب لعبة مع فرد من العائلة داخل صف مدرسي. يدخل المعلم بالتدريج ليلعب أيضاً. عندما يبدأ الطفل يتأقلم مع وجود المعلم، عندها يدخل قرين ليكون جزء من اللعبة. يتم إدخال كل شخص فقط إذا استمر الطفل بتفاعل لفظياً وبشكل إيجابي.
الحساسية
يتواصل المصاب بطريقة غير مباشرة عن طريق الإيميل مثلا، والرسائل الفورية (رسالة نصية، مقطع صوتي، أو فديو)، والتسجيلات الصوتية أو البصرية، مع شخص يخاف التحدث إليه، والتحدث أو الهمس إلى وسيط بحضور الشخص المستهدف. هذا قد يجعل المصاب أكثر ارتياحاً لفكرة التواصل مع هذا الشخص.
التشكيل
يتم تحفيز المصاب تدريجياً على التحدث. أولاًـ يبدأ تعزيزه على التفاعل بشكل غير شفهي، ثم على نطق أصوات معينة (مثل، الصوت الذي يصدره كل حرف من الإبجدية) بدلاً من الكلمات، ثم على الهمس، واخيراً على النطق بكلمة أو أكثر.
المباعدة
التباعد مهم دمجه، خصوصا مع النمذجة الذاتية. ثبت أن استخدام التدخل المتكرر والمتفرق هو الأكثر نفعاً في التعلم على المدى البعيد ومشاهدة أشرطة فيديو للنمذجة الذاتية يفضل أن تكون على فترات زمنية متفرقة على 6 أسابيع تقريباً.
العلاج بالأدوية
يعتقد العديد من الأطباء أن هنالك أدلة تشير إلى أن مضادات الاكتئاب مثل SSRI (مانع امتصاص السيروتونين الانتقائي) يمكن أن تساعد في علاج الأطفال والبالغين المصابين بالخرس انتقائي وحتى أن الأدوية أساسية للعلاج الفعال. تُستخدم الأدوية لتخفيض مستوى القلق لتسريع عملية العلاج واستخدامها ممكن أن يتوقف بعد فترة من تسع إلى اثنا عشر شهراً، بعد أن يكون قد تعلم المصاب مهارات ليتأقلم مع القلق وبدأ يشعر بارتياح أكبر في المواقف الاجتماعية. وتستخدم الأدوية غالباً للأطفال الأكبر سناً، المراهقين، والبالغين الذي أدى قلقهم إلى الاكتئاب ومشاكل أخرى.
لا تعتبر الأدوية، عند استخدامها علاجاً كاملاً للشخص مصاب بالخرس انتقائي. يجب على المريض وخلال تعاطيه الأدوية، أن يخضع للمعالجة ليتعلم كيف يسيطر على قلقه وياواجه الحياة بدون أدوية.
تم استعمال مضادات الاكتئاب بالإضافة إلى النمذجة الذاتية والتحفيز الغامض ليساعد في العملية التعليمية.